# Estação Siilitie

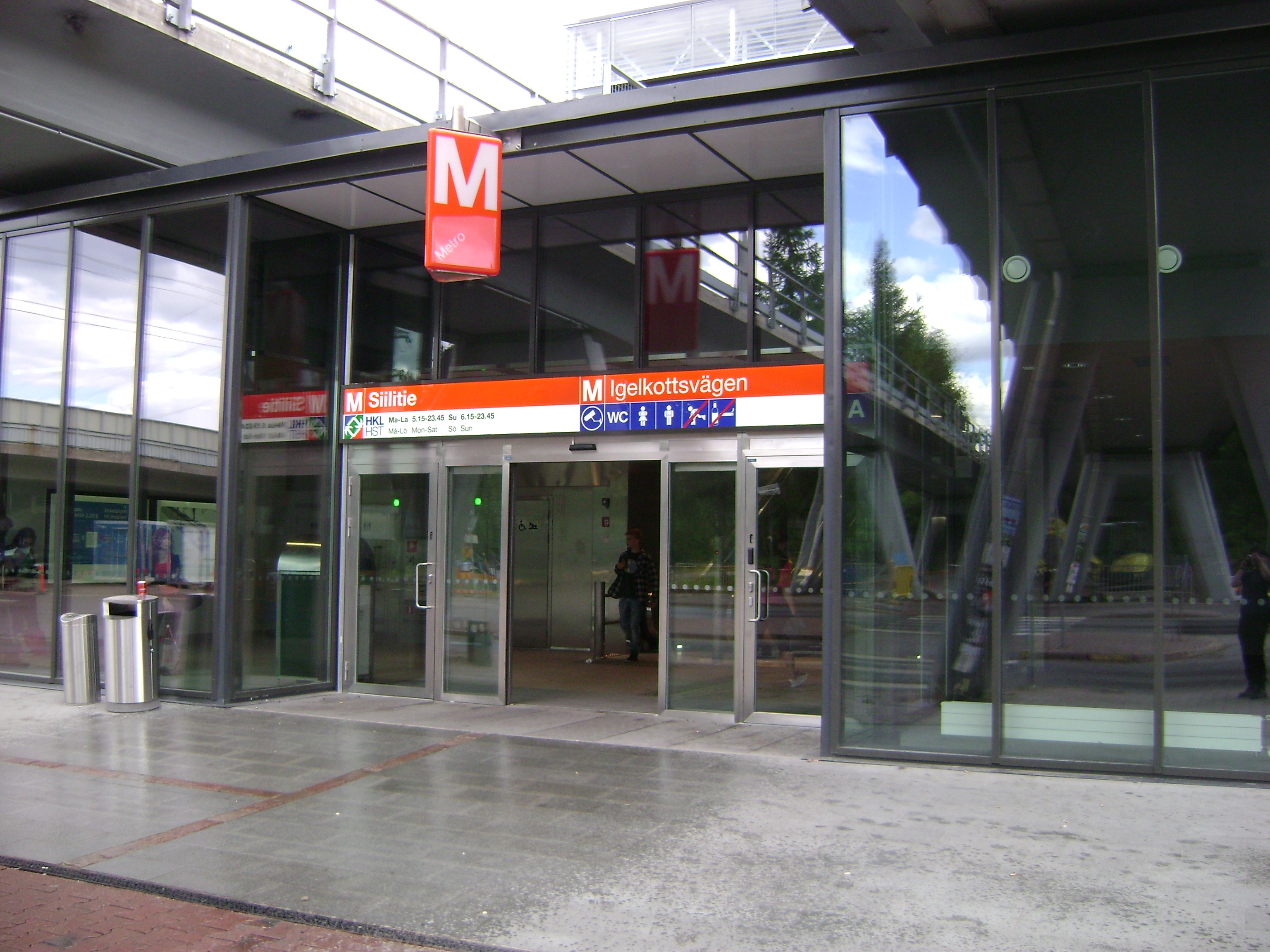
Acesso à estação.

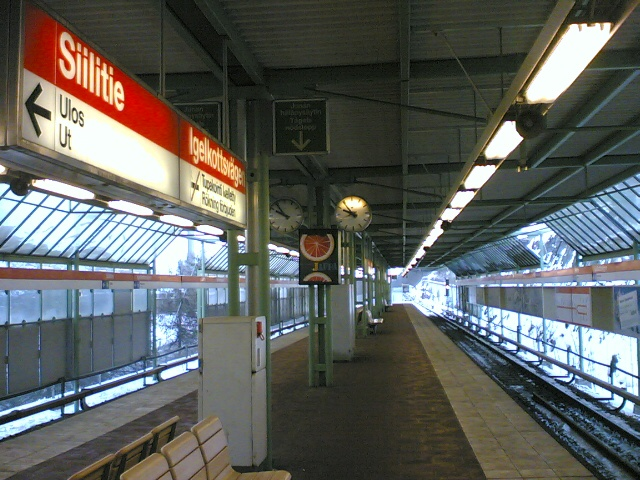
Plataformas de embarque e desembarque.

Siilitie é uma estação do Metro de Helsínquia.

## História
Siilitie foi uma das primeiras estações a serem inauguradas no metrô de Helsinque, em 1 de junho de 1982. Foi projetada por Jaakko Ylinen e Jarmo Maunula. Na estação de metrô Siilitie, uma plataforma de madeira temporária foi concluído em 1971 como uma pista de teste para as composições do metrô, de onde os primeiros trens do metrô chegavam até a estação de metrô Vartiokylä.
No final de 2011, a estação foi remodelada. Durante a reforma, a bilheteria, o hall de acesso e as plataformas foram reformados. As escadas de pedra e uma escada rolante foram substituídas por uma fileira de três escadas rolantes, onde normalmente uma escada rolante leva até a estação de metrô e duas para baixo. Além disso, foram realizados trabalhos de automação na estação, além dos quais o conforto, a segurança e a ecologia da estação foram aprimorados com a renovação dos sistemas de ar condicionado e elétrica e instalação de painéis solares na cobertura da estação. Além disso, foi construída uma nova saída e o hall de entrada ganhou um quiosque e um banheiro automático. A reforma foi concluída em junho de 2013. A obra foi premiada com o Prêmio de Estrutura de Aço em 2013.